# 흑수선
"흑수선"(영어: The Last Witness)은 대한민국의 배창호 감독이 제작한, 액션 스릴러 영화이다. 거제도 포로수용소의 폭동과 탈출을 둘러싼 비밀을 파헤치고, 현대에서 벌어진 연쇄살인극의 뿌리를 한국전쟁의 비극에서 찾는 영화이다. 김성종의 추리 소설 "최후의 증인"을 원작으로 한 영화이자 1980년에 개봉된 이두용 감독의 영화 "최후의 증인"을 리메이크한 작품이기도 하다.

## 줄거리
한강에서 떠오른 양달수(이기영)의 시신. 오 형사(이정재)는 현장에서 특수 제작된 일제 금테안경과 양달수의 방에서 두장의 사진을 발견한다. 오 형사는 사진의 장소인 거제로 가서 손지혜(이미연)의 일기장을 보고 거제 포로수용소를 둘러싼 비밀을 알게 된다.
한국전쟁 당시 탈출포로 검거 일을 했던 양달수는 포로 손지혜를 데리고 어디론가 사라져버렸으며 손지혜를 사랑했던 황석(안성기)이 50여 년간 비전향 장기수로 형을 살다가 최근에 출감했다는 사실 등이다. 금테 안경의 주인은 손지혜와 함께 탈출하다 총살당한 것으로 기록된 한동주(정준호)였다. 양달수가 살해당했던 무렵 일본 미야자키현에서 한동주(마에다 신따로)가 한국을 방문했다는 사실을 확인한 오 형사는 그를 가장 유력한 용의자로 주목하게 된다.

## 관련영화사
- 태원 엔터테인먼트 : 제작
- MVP캐피탈, SBS : 공동투자
- 시네마 서비스 : 배급, 투자

## 캐스팅

### 주요 인물
- 오 형사 : 이정재
- 손지혜 : 이미연
- 황석 : 안성기
- 한동주 : 정준호

### 주변 인물
- 수사과장 : 정진각
- 양달수 : 이기영
- 소 형사 : 정상철
- 천 형사 : 이대연
- 김중엽 : 김동수

### 단역 인물
- 김상 : 고동업
- 최 형사 : 노승진
- 어린 손지혜 : 최지혜
- 어린 석 : 주영제
- 장기 밀매 사내 : 박원상
- 킬러 : 정미남
- 강장길 : 김준배
- 검시의 : 엄태옥
- 화장실 남자 : 장유상
- 탈출포로들 : 김서현, 조태현, 한대관, 이해룡, 이찬민, 제현호, 김상호, 임병동, 신문성, 윤상화, 임현균, 정종훈, 류성현, 유재명, 송갑석, 임세진, 정담우, 윤상현
- 청년단원 : 홍승일, 김윤태, 홍달표
- 스와트 팀장 : 이화진
- 교도관 : 남병훈, 김상균
- 교감선생님 : 이영
- 유람선 신랑 : 이남석
- 유람선 신부 : 모란비
- 유람선 신부친구 : 황은정
- 골동품 여점원 : 김진애
- 나이트 클럽 무희 : 배상미, 윤성은, 최은자
- 아나운서 목소리 : 조진영 (ITV 아나운서)

### 우정출연
- 식당 아줌마 : 전원주
- 강만호 : 강성진
- 김중철 : 김수로
- 조해옥 : 이현경

## 제작진
- 감독/각본 : 배창호
- 조감독 : 김윤재, 김한상, 김명주, 황동궁
- 스크립터 : 이미희
- 원작 : 김성종 ('최후의 증인' 에서)
- 촬영감독 : 김윤수
- 촬영팀 : 최영진, 김기태, 권미영, 이정인, 이성원, 김창희, 김준환, 이정수
- 조명감독 : 이승구
- 조명팀 : 한기업, 김유신, 박찬철, 이민영, 신태섭, 백명기
- 기획 : 유정호
- 제작투자 : 강우석
- 제작책임 : 박수연
- 제작팀 : 윤창숙, 심미숙, 김성년, 이준원, 박장준
- 제작 : 정태원
- 제작관리 : 김성훈 (시네마 서비스)
- 제작회계 : 구완미, 조영희
- 프로듀서 : 김송현
- 동시녹음 : 강봉성
- 음향 : 김창섭, 김태하, 박주강
- 음악 : 최경식
- 미술 : 강승용, 구진오, 이정우
- 특수효과 : 장병민, 최윤세, 채호근, 김판규, 안상현, 이현우, 이동휘, 이호행, 도광일
- 특수분장 : 신재호, 곽태용, 장수림, 홍현섭, 강경애, 장종규, 이승휘
- 시각효과 : 게릴라, 이종학
- 분장 : 손삼주
- 의상 : 박영아
- 세트 : 한화성, 조성민
- 소품 : 이태우
- 편집 : 김현
- 네가편집 : 김희연
- 아비드 슈퍼바이저 : 김용수
- 무술감독 : 정두홍
- 현상 : 허리우드 현상소, 강명훈, 최정명, 한충구, 박재갑, 장강석, 조성준
- 텔레시네 : 이호섭
- 색보정 : 이용기
- 메이킹 : 이윤혁, 김장식
- 마케팅 : 어지연, 김경미, 정현주, 최기범
- 소품팀 : 송기헌, 이광원, 이치우, 노상업, 윤일랑, 여인택
- 세트제작 : 오상만
- 수중촬영 : 김재민
- 의상팀 : 이지영, 심하연, 임경미, 한명희, 지미숙
- 분장팀 : 이진영, 이은영, 진미나, 박수옥, 이상민
- 2D 디자인 : 서경훈, 이강호, 김민선
- 3D 디자인 : 양애순, 김영도, 이송, 김길호
- 비주얼 이펙트 어시스턴트 : 최진원, 박기원
- 음악 슈퍼바이저 : 양경희, 전준모
- 보컬 : 안은영, 나윤선
- 편곡 : 지오로그 델 베리오, 애슐리 J 어윈, 김장우
- 음악녹음 : 윤봉운
- 사운드감독 : 김석원
- 다이알로그 : 최은하, 홍윤성
- 폴리 : 양대호, 김학준
- 광학녹음 : 리드사운드
- 프로듀스 : DJ 처리
- CO프로듀스 : 김형석
- 가수 : 전인권
- 컨설팅 : 최정환
- 프로덕션 코디네이터 : 김대영, 윤현정, 정은실
- 매니저먼트 : 나영민, 김정호
- 레코드 : 부밍 스튜디오, 청음 Studio
- 뮤직비디오 : 원창배
- 돌비 컨설턴트 : 김재경
- 붐맨 : 오성진
- 예고편 : 김현수, 남화정 (CI 미디어)
- 포스터 : 강영호
- 비쥬일 디렉터 : 김현성
- 스캔 레코딩 : 영화진흥위원회
- 검수 : 양정, 김수현
- 라인맨 : 주종호, 박영만
- 스턴트 : 양길영, 김민수, 심재원, 서범식, 이홍표, 권승구, 유상섭, 박근석, 김원중, 문정수, 윤정석, 서지오, 박주천, 박성규, 허명행, 지중현, 박현진, 서준하, 서승억, 윤진율, 한정욱, 한선랑, 이형길, 김종준
- 소품운송 : 함광호
- 그립 : 영상시대
- 오퍼레이터 : 김용태
- 온라인 마케팅 : NKINO
- 광고디자인 : 김혜진, 양대홍, 조지연
- 포스터 메이크업 : 정미선
- 포스터 헤어 : 정샘물 Inspiration
- 인화 : 김학성, 임진오
- 스퀴즈 : 이메지카
- 옵티칼 : 쿠알라
- 스테디캠 : 여경보
- 스테디캠 오퍼레이터 : 고영국, 전용훈
- 지미짚 오퍼레이터 : 김희준
- 지미짚 어시스턴트 : 김동은, 권기형
- 보조출연 : (주)나눔기획, 미래예술, MTM, 미디어와 사람들
- 영문자막 : 스탠다트 서브타이틀
- 한글자막 : 씨네메이트
- 일본어자문 : 박진수
- 촬영버스 : 수도관광, 박진형
- 발전차기사 : 홍기호, 문광모
- 탑차기사 : 홍기범, 조충동
- 조명크레인 : 이우점 (칠성크레인)
- 렉카 : 우금호
- 필름 : 홍성곤
- 카메라 장비대여 : 원청주, 김유영, 신영사, 옵티칼 필름, SOME PICTORES
- PPL : 조주연, 한정호, 김동의, 하영은
- 이정재 매니저 : 김기훈
- 이미연 매니저 : 송대현, 박진범
- 이미연 메이크업 : 정미선
- 정준호 매니저 : 김형준, 이승현
- 강성진 매니저 : 박신
- 일본 현지 스텝 : 미야자키 현립 미술관, Miyazaki Prefectural Tourism Association, 니치난, 아야 타운, 타카치호 타운, 미야자키현 광관 경제교류 서울사무소 강지향, 채승민, 아보 호소 카이하츠, 유키오 오타, 토요코 오타, 아키오 코노, 코이치 쿠보노, 마사토 츠마카리, 미츠오키 니시하라, 이와오 코지, 오히라 마사호코, 타카키 우키히사, 시모 키타, 카야고에 타키유키, 피닉스 리조트, Miyazaki Kohtsu Co Ltd., 캑터스 허브 가든, 타카치호 레일 웨이, 선멧세 니치난, P.D.I, Sanwa Kotsu Co Ltd, 헬리콥터, PSK 엔터프라이즈&파운틴, 조 카와사키, 메무라 CO LTD
- 라이트 : 앤드 필름 스튜디오, 요시카 마사오, 야마지노 히로시, 나가사와 나리아키, 요시우라 후미토
- 스테디캠 : Cats Walk, 나가모리 요시노부, 류 켄지
- 스타일리스트&메이킹 : 오사퍼니 케이코, 타카키라 토모미, 시미즈 히토미
- 총 코디네이트 : BIG SHOT Co. ltd, 카라사와 히로카즈, 코니시 츠요시
- 엑터 : N.A.C, 우에쿠리, 루미, 우에야마 우미코, 후지 노보루, 미야케 유지, 하타 히로시, 고토 히로미
- 미야자키 엑터 : 프로 오오에, 오오에 야수코, 아키타 세츠코, 니다 아츠시
- 일본통역 : 김은혜, 최혜영, 유용광, 김성용, 정정빈, 이홍민

## 사운드 트랙
Disc 1
| #   | 제목                   | 가수    | 재생 시간 |
| --- | ---------------------- | ------- | --------- |
| 1.  | 〈Knife〉              | 문명진  | 5:03      |
| 2.  | 〈용서〉               | 서정훈  | 4:07      |
| 3.  | 〈우리〉               | 전인권  | 5:40      |
| 4.  | 〈Over The Rainbow〉   | 신승훈  | 4:30      |
| 5.  | 〈You Needed Me〉      | 김범수  | 3:29      |
| 6.  | 〈내가 있을거야〉      | 이은미  | 4:20      |
| 7.  | 〈Imagine〉            | 전인권  | 3:48      |
| 8.  | 〈나무〉               | 이수영  | 4:42      |
| 9.  | 〈내 눈물 모아〉       | 정재형  | 4:39      |
| 10. | 〈Dust In The Wind〉   | J       | 3:08      |
| 11. | 〈불꺼진 당신의 창가〉 | Mr. Kim | 4:45      |
| 12. | 〈멀어지나요〉         | J       | 4:08      |

Disc 2
| #   | 제목                                         | 가수   | 재생 시간 |
| --- | -------------------------------------------- | ------ | --------- |
| 1.  | 〈Main Title 어둠의 선율〉 (Scat)            |        | 5:35      |
| 2.  | 〈Ombra Mai Fu〉 (Haendel)                   |        | 2:57      |
| 3.  | 〈오형사 Theme 운명을 두드리는 남자〉 (Scat) | 나윤선 | 3:59      |
| 4.  | 〈Sad Theme 잃어버린 꿈〉 (Violin Solo)      |        | 4:44      |
| 5.  | 〈잊혀진 기억〉 (Scat)                       | 나윤선 | 4:49      |
| 6.  | 〈나의 살던 고향〉                           |        | 1:02      |
| 7.  | 〈희망을 위한 노래〉                         |        | 4:10      |
| 8.  | 〈최후의 질주〉                              |        | 3:58      |
| 9.  | 〈목숨보다 깊은 운명〉                       |        | 3:35      |
| 10. | 〈독백〉 (Scat)                              | 나윤선 | 4:48      |

## 같이 보기
- 한국 영화